# The Apprentice (émission de télévision)
Pour les articles homonymes, voir The Apprentice.
The Apprentice est une émission de télé-réalité apparue aux États-Unis sur le réseau NBC. Au centre de l'émission se trouve une célébrité du monde des affaires (dans la première version américaine, Donald Trump). Celle-ci fait passer un entretien d'embauche constitué d'épreuves concrètes à plusieurs postulants, les élimine un par un pour enfin proposer au dernier en course un poste de cadre supérieur au sein de son entreprise.

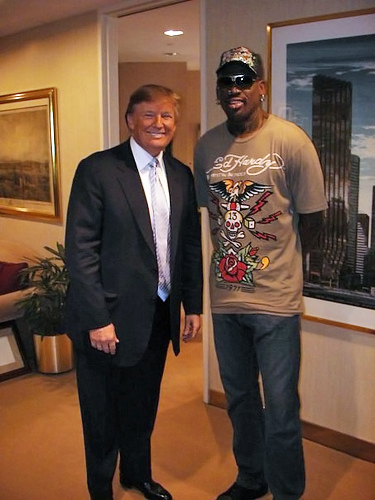
Donald Trump et Dennis Rodman souriant The Apprentice (série télévisée américaine) en 2009.

D'autre version existent aussi en France (The Apprentice : Qui décrochera le job ?) et au Royaume-Uni.

## Concept
Chaque saison voit s'affronter un groupe de candidats aux parcours professionnels variés, mais toujours en lien avec le monde des affaires. Au cours de l'émission, ils vivent ensemble dans le même appartement afin d'apprendre à se connaître. Ils sont divisés en deux équipes et, chaque semaine, ils doivent accomplir une mission, l'un d'entre eux étant nommé chef de projet pour diriger l'équipe le temps de la mission. L'équipe qui exécute le mieux la mission a droit à une récompense, alors que l'équipe perdante va dans la « boardroom » où l'entrepreneur doit choisir qui « virer » (éliminer de l'émission) parmi les candidats défaits.
L'élimination se déroule en deux étapes. Dans la première, tous les membres de l'équipe perdante doivent rendre des comptes à l'entrepreneur. Le chef de projet doit ensuite choisir deux de ses collègues pour retourner faire face à l'entrepreneur et ses conseillers, les autres pouvant retourner à l'appartement. Les trois candidats restants doivent une fois encore s'expliquer sur leurs agissements devant l'entrepreneur, qui choisit alors la personne à renvoyer, après avoir demandé l'avis de ses conseillers.
Lorsqu'il n'en reste plus que deux en course, chacun se voit confier une mission importante, qu'il devra remplir avec l'aide de certaines des personnes virées au cours des épisodes précédents. Finalement, ils retournent tous deux à la boardroom s'expliquer sur leurs choix et leurs capacités devant l'entrepreneur, qui prend la décision finale d'embauche.

## Version américaine
La première saison fut diffusée en hiver et au printemps 2004. The Apprentice est un format créé et produit par Mark Burnett Productions, en association avec Trump Productions LLC. Mark Burnett est le magnat de l'immobilier et Donald Trump son producteur exécutif, Trump étant l'entrepreneur au centre de l'émission. Le gagnant remporte un contrat d'un an dans une des sociétés du groupe Trump, avec un salaire de départ de 250 000 $. La phrase fétiche de Donald Trump, au moment d'éliminer tour à tour les candidats, est « You're fired ! » (« Vous êtes viré ! »).
Les participants vivent ensemble dans une des suites de la Trump Tower à Manhattan, la boardroom étant une salle de conseil d'administration où siègent Trump et deux de ses conseillers ou conseillères, en général il s'agit de Carolyn Kepcher (directrice générale du Trump National Golf Club) et de Georges H. Ross (vice-président exécutif de la Trump Organisation). En février 2014, quatorze saisons ont été diffusées.
Un spin-off en a été tiré à la rentrée 2005, dans lequel Martha Stewart tient le rôle de la chef d'entreprise. Cette version n'a pas été reconduite.
Depuis 2008, c'est une version avec célébrités qui est à l'antenne, The Celebrity Apprentice.

## Critiques
L'émission est souvent critiquée pour ses placements de produits assumés, dans la mesure où les missions des candidats sont souvent données par de grandes entreprises qui les font travailler par exemple sur la création ou le lancement de produits réels, apparaissant également dans les écrans publicitaires placés dans l'émission. Ces entreprises payant NBC pour apparaître dans l'émission, elles peuvent être vues comme un long écran publicitaire particulièrement élaboré. Parmi les entreprises apparues, on peut citer Planet Hollywood, Lamborghini, Domino's Pizza, Yahoo, Nestlé, Sony, Burger King et bien d'autres.

## Exportation du format à l'international
Des adaptations de ce format ont eu lieu au Brésil, en Colombie, au Danemark, en Finlande, en Allemagne, en Grèce, en Indonésie, aux Pays-Bas, en Norvège, en Afrique du Sud, en Suisse, en Turquie, en Grande-Bretagne, en Espagne, en Australie et en Italie.

### En France
Le 14 avril 2015 il est annoncé que ce sera Bruno Bonnell qui sera le patron de la version française. L'émission est diffusée sur M6. Elle s'intitule The Apprentice : Qui décrochera le job ?. Mais à la suite de mauvaises audiences, l'émission est déprogrammée le jeudi 17 septembre 2015.

### Au Royaume-Uni
En 2005, The apprentice UK est diffusée pour la première fois sur BBC One, avec dans la position du patron l'homme d'affaires Alan Sugar, le fondateur d'Amstrad. Celui-ci  donne 250 000 £ au gagnant de l'émission afin qu'il puisse monter sa propre entreprise.